# 1926年体育
请参看：
- 1926年
- 1926年电影
- 1926年文学
- 1926年音乐
- 1926年台灣

## 大事記

### 4月至6月
- 5月15日－Bubbling Over 贏得肯塔基打比冠軍。

### 10月至12月
- 10月9日至10月10日：第一届上海万国运动会在中华运动场举行。

## 棒球
- 美國職棒大聯盟世界大賽：。

## 足球
主條目：1926年足球

## 賽馬
- 第51屆肯塔基打比 
  - 冠軍：Bubbling Over 。